# Finché dura siamo a galla
Finché dura siamo a galla (Captain Ron) è un film del 1992 diretto da Thom Eberhardt.

## Trama
Martin riceve in eredità da suo zio una vecchia barca e decide di partire per una vacanza per rimetterla a nuovo e poi venderla.
Partono quindi per i Caraibi, dove è ormeggiata la barca, e dalla compagnia di viaggi gli viene mandato uno skipper del luogo, un individuo bizzarro che afferma di aver imparato a governare sulla Saratoga.
Guidati da questo eccentrico capitano, si troveranno al centro di molte divertenti disavventure, tra cui il rapimento da parte di alcuni guerriglieri, che li trarranno fuoribordo rubandogli l'imbarcazione.
I componenti della famiglia riusciranno a riprendersi la barca e a tornare in America, ma, giunti nel porto, decideranno di tenersi la barca e prolungare le loro vacanze.